# 风筝 (电影)
《风筝》 是1958年由北京电影制片厂和法国加郎斯制片公司联合摄制的一部儿童故事片，是中华人民共和国历史上第一部中外合拍电影，也是第一部中法合拍片。同时也是中华人民共和国第一部彩色儿童故事片。电影由法国导演罗吉·比果和中国导演王家乙联合执导。电影法语版的《远方来的风筝》（Cerf-volant du bout du monde）于1958年12月17日在巴黎上映，中文版《风筝》于1959年6月1日儿童节当天在北京公映。

## 剧情
法国巴黎的12岁儿童比埃罗偶然得到了一只绘有孙悟空形象的风筝，风筝上还附带着中国小朋友宋小青写的信。比埃罗想回信给宋小青，但地址被他的小伙伴培培尔拿走。之后，比埃罗在梦中得到孙悟空的帮助，和妹妹尼高尔一起来到中国。他们经历了许多奇异的事情，最后在北海公园的桥上遇到会讲法语的中国小朋友，并找到了正在天坛放风筝的宋小青。醒来后，比埃罗发现这是一场梦，但培培尔认识到错误归还了地址，几个小朋友一起给宋小青写了回信，让风筝将信带回到中国。

## 演员
- 帕特里克·德·巴尔地纳（Patrick de Bardine）：饰比埃罗
- 西尔维娅娜·罗森伯格：饰尼高尔
- 华卫民：饰周佩琴
- 张春华：饰孙悟空

## 制作
电影的最初构思来自法国导演罗吉·比果，罗吉·比果曾是法国共产党党员，同时也是法中友协电影委员会委员。罗吉·比果和好友成立的艺术电影制片公司计划将世界上不同国家孩子们的日常生活拍成系列短片，制作成有关孩童生活的电影百科全书。在考虑如何表现中国儿童生活的时候，受到国际著名导演尤里斯·伊文思送给他的一只中国风筝启发，最终决定将一个短片延展成一部具有童话情节的故事片。1955年，罗吉·比果写信给中国文化部电影事业管理局，表达了合作拍片的意图，得到时任局长王阑西和时任国务院总理周恩来的的支持。本片编剧为热爱中国文化的剧作家安东尼·杜达尔。中方合作编导则是曾执导《五朵金花》王家乙，中方选择王家乙的原因是他曾在上海震旦大学读过书，具有法文基础。1957年7月30日，电影在巴黎开拍，同年9月10日剧组前往中国拍摄。

## 影响
电影史学家乔治·萨杜尔评价道：“这（《风筝》）是一部富于幻想、充满友情的影片，不仅能吸引住儿童，也抓住了成人，它通过儿童的眼睛，让人们看到了北京和巴黎的诗意。” 
《风筝》曾经连续30多年进入法国学校，成为很多法国人对中国的第一印象。法国著名影星文森特·佩雷斯来中国宣传他主演的影片《郁金香芳芳》时曾说，他对中国的最初印象，就是电影《风筝》。“看过之后对自己说，一定要去这片神奇的土地看看。” 2021年中央新闻纪录电影制片厂制作了一部讲述电影《风筝》拍摄过程的纪录片《风筝·风筝》。